# Чема Андрес
Хосе́ Марі́я Андре́с Байчаулі (ісп. José María Andrés Baixauli), також відомий як Че́ма Андре́с (ісп. Chema Andrés; нар. 26 квітня 2005) — іспанський футболіст, півзахисник німецького клубу «Штутгарт».

## Клубна кар'єра

### «Реал Мадрид»
Вихованець команд «Бетера» і «Леванте» з рідного міста. 2018 року приєднався до академії мадридського «Реала». В сезоні 2023–24 почав виступати за «Реал Мадрид C» в Терсері Федерасьйон. 12 травня 2024 року дебютував за «Реал Мадрид Кастілья» в матчі Прімери Федерасьйон проти клубу «Рекреатіво» (Гранада), замінивши Маріо Мартіна.
6 січня 2025 року дебютував в основному складі «Реала» в матчі Кубка Іспанії проти «Мінери», вийшовши на заміну Брахіму Діасу. 19 січня в поєдинку проти «Лас-Пальмаса» дебютував у Ла-Лізі, замінивши Дані Себальйоса.
В червні 2025 року виступав на Клубному чемпіонаті світу в США. На турнірі був запасним і на поле не виходив, а його команда дійшла до півфіналу, де поступилась французькому «Парі Сен-Жермен».

### «Штутгарт»
27 липня 2025 року перейшов у німецький «Штутгарт», підписавши п'ятирічний контракт. Сума трансферу становила близько 3 млн євро. 16 серпня дебютував за нову команду в матчі за Суперкубок Німеччини проти «Баварії», вийшовши на заміну Ангело Штіллеру.

## Кар'єра в збірній
Виступав за збірні Іспанії до 18 і до 19 років. В липні 2024 року потрапив в заявку збірної до 19 років на юнацький чемпіонат Європи в Північній Ірландії. На турнірі провів п'ять матчів, відзначившись голом проти збірної Данії, а його команда здобула золоті нагороди, перемігши у фіналі французів.

## Статистика виступів
Станом на 16 серпня 2025 
| Клуб              | Сезон             | Чемпіонат           | Чемпіонат | Чемпіонат | Кубок | Кубок | Єврокубки | Єврокубки | Інші  | Інші | Всього | Всього |
| Клуб              | Сезон             | Дивізіон            | Матчі     | Голи      | Матчі | Голи  | Матчі     | Голи      | Матчі | Голи | Матчі  | Голи   |
| ----------------- | ----------------- | ------------------- | --------- | --------- | ----- | ----- | --------- | --------- | ----- | ---- | ------ | ------ |
| Реал Мадрид C     | 2023–24           | Терсера Федерасьйон | 7         | 3         | —     | —     | —         | —         | —     | —    | 7      | 3      |
| Реал Мадрид Б     | 2023–24           | Прімера Федерасьйон | 3         | 0         | —     | —     | —         | —         | —     | —    | 3      | 0      |
| Реал Мадрид Б     | 2024–25           | Прімера Федерасьйон | 32        | 0         | —     | —     | —         | —         | —     | —    | 32     | 0      |
| Реал Мадрид Б     | Всього            | Всього              | 35        | 0         | 0     | 0     | 0         | 0         | 0     | 0    | 35     | 0      |
| Реал Мадрид       | 2024–25           | Ла-Ліга             | 2         | 0         | 1     | 0     | 0         | 0         | 0     | 0    | 3      | 0      |
| Штутгарт          | 2025–26           | Бундесліга          | 0         | 0         | 0     | 0     | 0         | 0         | 1     | 0    | 1      | 0      |
| Всього за кар'єру | Всього за кар'єру | Всього за кар'єру   | 44        | 3         | 1     | 0     | 0         | 0         | 1     | 0    | 46     | 3      |

1. ↑  Матчі в Суперкубку Німеччини

## Досягнення
Збірна Іспанії (до 19)
- Переможець юнацького чемпіонату Європи (до 19 років): 2024[21]